# La Ballade des Dalton
Pour les articles homonymes, voir La Ballade des Dalton (homonymie).
Série Lucky Luke
Lucky Luke (film, 1971)
(1971) Les Dalton en cavale
(1983)
Série Studios Idéfix
Les Douze Travaux d’Astérix
(1976)
Pour plus de détails, voir Fiche technique et Distribution.
Lucky Luke : La Ballade des Dalton est un film d'animation français réalisé par René Goscinny et Morris, sorti le 24 octobre 1978.
Il s’agit du deuxième film après Lucky Luke Daisy Town et aussi le second et dernier film des Studios Idéfix après Les Douze Travaux d’Astérix, en 1976.
Le film est également sorti au Québec le 22 décembre 1978.

## Synopsis
L'oncle Henry des Dalton est mort pendu (comme affirme Joe : « Mort naturelle, c'est une consolation »), laissant à ses neveux tout son magot. Cependant, pour le toucher, les Dalton ont pour instruction de tuer les membres du jury et le juge qui l'ont condamné. Pour s'assurer que ce travail est bien fait, il demande qu'ils soient surveillés par Lucky Luke, le seul homme digne de confiance qu'il ait connu. Cependant, si les Dalton échouent, tout le magot d'Henry Dalton ira aux bonnes œuvres.
Après s'être évadés de façon explosive et flanqués de Rantanplan, les Dalton capturent Lucky Luke. Joe lui promet une part de l'héritage s'il accepte de témoigner en leur faveur (mais il a pour projet de le tuer à la fin), ce que Lucky Luke feint d'accepter. Celui-ci s'assure en fait de la survie de chacune des cibles tout en persuadant les Dalton de leur réussite.
Les jurés à abattre sont :
- Ming Li Foo, un blanchisseur chinois ;
- Thaddeus Collins, un directeur de prison (sans prisonniers) ;
- Plume de serpent, un sorcier indien ;
- Dr Aldous Smith, un charlatan alcoolique ;
- Tom O'Connor, un chercheur d'or ;
- Sam Game, un joueur de poker reconverti en prêcheur ;
- Bud Bugman, un conducteur de train ;
- Mathias Bones, un croque-mort ;
- Le juge Groovy.

## Fiche technique
- Titre : Lucky Luke : La Ballade des Dalton
- Réalisation : René Goscinny, Morris
- Scénario : René Goscinny, Morris et Pierre Tchernia
- Musique : Claude Bolling
- Décors, animation et effets visuels : Pierre Watrin, Bernard Fiévé, Georges Grammat
- Effets sonores : Henri Gruel
- Photographie : Claude Pointis
- Sociétés de production : Dargaud Films, Productions René Goscinny, Studios Idéfix
- Société de distribution  : United Artists (France), Cinépix Film Properties (CFP) (Québec)
- Budget : 12 millions de francs[2]
- Pays d'origine :  France
- Langue originale : français
- Genre : western, animation, comédie
- Format : couleur - 1,66:1 - 35 mm - son mono
- Durée : 82 minutes
- Dates de sortie :
  - France : 24 octobre 1978
  - Québec : 22 décembre 1978

## Distribution
Certains comédiens interprètent les voix de plusieurs personnages secondaires.
- Daniel Ceccaldi : Lucky Luke
- René Goscinny : Jolly Jumper
- Bernard Haller : Rantanplan, Tobias Wills
- Pierre Trabaud : Joe Dalton
- Jacques Balutin :  William Dalton
- Gérard Hernandez : Jack Dalton, Pepe le Mexicain
- Pierre Tornade : Averell Dalton
- Jacques Legras : Augustus Betting
- Roger Carel : Ming Li Foo, Mathias Bones, le crieur de journaux, Juan le Mexicain
- Jacques Fabbri : Thadeus Collins
- Jean-Marc Thibault : Aldous Smith
- Jacques Morel : Sam Game
- Jacques Deschamps : Bud Bugman, un chercheur d'or, le sheriff de Tumbleweed Springs
- Michel Elias : Plume-de-serpent
- Henri Virlogeux : Tom O'Connor
- Henri Poirier : le Juge Groovy, le Directeur de la prison des Dalton
- Henri Labussière : l'imprimeur, le premier barman
- Georges Atlas : un cow-boy pas content (off), un gardien de prison
- Lawrence Riesner : l'apprenti maréchal-ferrant, le docteur de Tumbleweed Springs, le deuxième barman, un cow-boy du rodéo
- Roger Lumont : Pancho, Walt
- Ada Lonati : Carmen
- Rosy Varte : Miss Worthlesspenny
- Pierre Tchernia : le cow-boy tué hors-champs
- Xavier Depraz : le cow-boy qui évite le train
- Eric Kristy : le chanteur Bill
- Gisèle Grimm : voix féminines secondaires

## Bande dessinée
Plusieurs ouvrages sont parus en relation avec ce film.
- En 1978, sort un livre grand format de 60 pages avec l'histoire du film sous forme d'un texte rédigé par Guy Vidal et agrémenté des images du film. Cet ouvrage sera réédité en 1981 au format album venant intégrer la série standard (T17 La Ballade des Dalton).

- En 1978 toujours, La Ballade des Dalton est adapté dans la collection 16/22, sous forme de bande dessinée par le studio Dargaud[3]. Les dessins sont de Pascal Dabère (non crédité). Cette BD sera rééditée au format album en 1986 venant intégrer elle aussi la série standard (T25 La Ballade des Dalton et autres histoires)